# Сарсаз-Багряж
Сарсаз-Багряж (тат. Сарсаз-Баграж) — село Заинского района Республики Татарстан. Входит в состав Багряжского сельского поселения. Село расположено на ручье Сарсазке (левый приток р. Багряжки, которая впадает в р. Лесной Зай) и находится в 19 км от железнодорожной станции Заинск.

## География
Сарсаз-Багряж расположен на средней части северо-западного уступа Бугульминско-Белебеевской возвышенности на средней высоте 130 м выше уровня моря. С геоморфологической точки зрения село расположено на средней (эоплейстоценовой) денудационной поверхности, покрытой суглинистыми со щебнем элювиально-делювиальными отложениями, пойма р. Сарсазки преимущественно сложена современными аллювиальными отложениями.
Климат умеренно континентальный с относительно прохладным, неравномерно увлажненным осадками летом и сравнительно холодной и снежной зимой. Среднегодовое количество осадков составляет 480—500 мм, летом выпадает 65-75 % годовой суммы осадков. Самым теплым месяцем является июль со среднемесячной температурой воздуха 18-20°С, самым холодным — январь со среднемесячными температурами −13, −15°С.
Почвенный покров представлен черноземами выщелоченными среднесуглинистыми с высоким содержанием гумуса, также встречаются серые лесные почвы. Ярко выражен поверхностный пахотный слой. Антропогенное воздействие на природно-территориальные комплексы близ села классифицировано как сильное.
Сарсаз-Багряж расположен на стыке типичной и южной лесостепных подзон, разнообразие растительности соответствует полидоминантным разнотравно-ковыльным луговым степям. На пахотных землях выращивают однолетние с.-х. культуры (ячмень, яровая пшеница, рапс, рожь).
Под Сарсаз-Багряжем располагается Верхнезайское месторождение пресных подземных вод, протягивающееся на юго-запад (вплоть до р. Лесной Зай).

## Этимология названия
По поводу названия села историк Максим Глухов пишет следующее: «У специалистов и у местных жителей я тщетно пытался выяснить его этимологию. После долгих поисков мне удалось-таки встретить ойконим и гидроним Баграш в „Описании путешествия в Западный Китай“ Г. Е. Грум-Гржимайло. Местные жители — керчины перевели это слово ученому как „Желтое болото“. В переводе на совр. татарский язык: жёлтое болото — сары саз. Следовательно, двойное название села Сарсаз-Багряж на русский язык можно перевести: Жёлтое болото — Жёлтое болото».
Иная версия гласит, что название поселения произошло от удмуртских слов «бугро» (сруб) и «аж» или «аш» (водный источник), то есть «река (речка), на берегу которой есть сруб». Слово «сарсаз» («заболоченное место») по этой версии включает в себя уже угорский (венгерский) корень «сар» (грязь, слякоть) и тюркский «саз» (болото).
В дореволюционных источниках село называлась Лысая гора (по названию горы, у подножия которого она располагалась). После переноса села на юг (см. ниже) название сменилось на Новый Багряж (Сарсаз-Тамак), исходя из записей подворной переписи 1912—1913 гг. Современное название было официально узаконено после революции 1917 г.

## История
Деревня основана в конце XVIII — начале XIX вв. (по некоторым данным в 1724 г.). Как утверждают местные предания, семьи Абдуллы, Биканова и Усманова переселились из Арских краев и обосновались на тогда еще башкирских землях на месте слияния речек Сарсазки и Багряжки, у подножия Лысой горы (Кашка-тау). Однако, как утверждает заинский краевед Малахов В. С., «на большой дороге было неспокойно» (подразумеваются частые набеги и грабежи разбойников с торгового тракта, проходившего близ села), и село было перенесено на 2 км к югу, в верховья ручья Сарсазка.
29-31 мая 1767 г. село посетила экспедиция Санкт-Петербургской Академии наук под руководством Н. П. Рычкова, которая нашла на Лысой горе растение Orobanche («коропья рость», как ее называли местные), которой местные жители якобы лечили от различных болезней крупный рогатый скот. Тогда село еще находилось у подножья горы Кашка-Тау. Также у подножья Лысой горы экспедиция описала разработанные медные рудники, которые к тому моменту уже 2 года как были заброшены.
В начале 90-х гг. XIX в. в Сарсаз-Багряже была открыта церковно-приходская школа, в которой преподавал священник церкви Живоначальной Троицы из села Верхний Багряж. В 1920-х гг. был создан Сарсаз-Багряжский сельский совет.
Во время столыпинской аграрной реформы несколько семей из Сарсаз-Багряжа переселились в только что основанную деревню Поповка (Заинский район).
В 1928 г. в селе была открыта начальная школа, в 1940 г. ее реорганизовали в семилетнюю, в 1976 г. — в среднюю.
На фронт Великой Отечественной войны (1941—1945 гг.) из села ушли 196 человек, 113 — не вернулись.
В период коллективизации (1929—1930 гг.) в селе был организован колхоз «8 марта». В 1970 г., после череды дроблений и укрупнений с другими колхозами Багряжского сельского поселения, он был реорганизован в совхоз «Урняк», в настоящее время являющийся подразделением агрофирмы «Восток».
В административном отношении до 1920 г. село относилось к Заинской волости Мензелинского уезда Уфимской губернии, с 1920 г. — к Татарской АССР (в составе Мензелинского кантона ТАССР, с 1921 г. — Челнинского; с 1930 г. — село в составе Сармановского района, с 1935 г. — Заинского, с 1963 г. — Челнинского; с 1972 г. — село вновь относится к Заинскому району).

## Население
| Год       | 1858 | 1870 | 1884 | 1897 | 1913 | 1920 | 1926 | 1938 | 1949 | 1958 | 1970 | 1979 | 1989 | 1993 | 2002 | 2012 |
| --------- | ---- | ---- | ---- | ---- | ---- | ---- | ---- | ---- | ---- | ---- | ---- | ---- | ---- | ---- | ---- | ---- |
| Население | 498  | 608  | 902  | 995  | 1268 | 1193 | 1116 | 1092 | 980  | 1061 | 1020 | 705  | 535  | 499  | 448  | 445  |

По X ревизии 1858 года жители села относились к разряду государственных крестьян, население составляло 498 чел., в 1884 г. — 902 чел. Накануне революции 1917 г. в 204 крестьянских дворах проживало 1268 чел. Основным занятием населения было земледелие, скотоводство и пчеловодство, также были распространены кустарные промыслы: вышивание, валяние валенок, колёсный, лапотный и мочальный промыслы.
По состоянию на 01.01.1993 г., население составляло 499 человек, количество хозяйств — 189.
В настоящее время население составляет 445 жителей (преимущественно кряшены), количество хозяйств — 162.

## Инфраструктура и достопримечательности
В селе расположены средняя общеобразовательная школа (на базе которой действует краеведческий музей), дошкольное учреждение на 20 мест, библиотека, пункт комплексного обслуживания населения, Дом культуры. При Доме культуры создан музей кряшенских ремесел и истории.
Существует фольклорный ансамбль «Багряж буйлары» («Багряжские просторы»). На базе Сарсаз-Багряжской средней школы также действует кряшенский детский фольклорный ансамбль «Сандугачлар», отмеченный наградами районного и республиканского уровней.
Близ Дома культуры установлен памятник матерям, потерявшим сыновей в годы войны (скульптор — Фазыл Шиапов).

## Известные люди
- Васильев, Владимир Михайлович — оперный певец и педагог, Заслуженный артист РТ, художественный руководитель Филармонического музыкально-литературного лектория, солист Татарского государственного театра оперы и балета им. М. Джалиля. Прадедушка и прабабушка Владимира Васильева, Васильев Григорий Васильевич (1864—1936) и Васильева (Тарасова) Елена Ефимовна (1863—1946), жили в д. Сарсаз-Багряж, затем переехали в деревню Поповка, где в 1908 году купили землю в деревне Яӊа авыл (ныне деревня Поповка).
- Хуснутдинова, Мария Николаевна — Герой Социалистического Труда.